# Honneurs rendus à Raphaël après sa mort
Honneurs rendus à Raphaël après sa mort est un tableau peint par Pierre-Nolasque Bergeret en 1806. Il représente Raphaël dans son lit.
Il est exposé au Salon de 1806 puis acheté par Napoléon Ier pour le château de Malmaison. Il est toujours conservé au château de Malmaison à Rueil-Malmaison.

## Contexte de réalisation

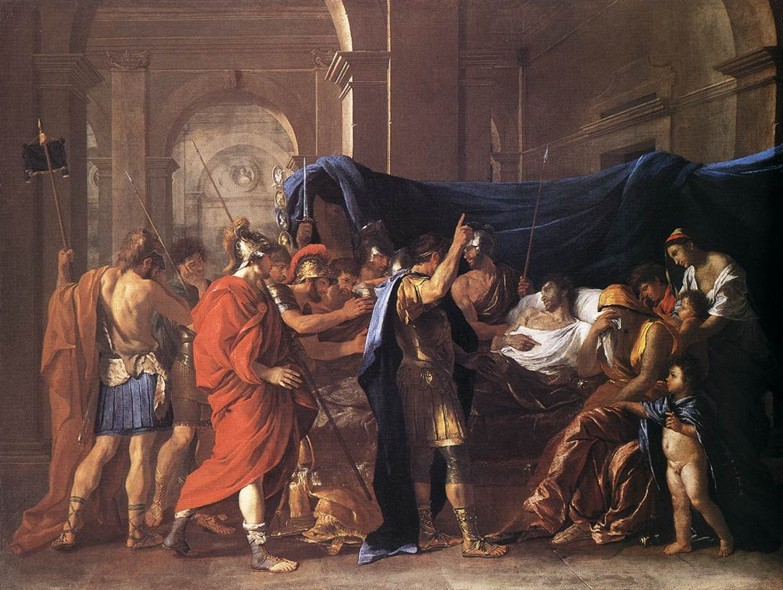
La Mort de Germanicus de Nicolas Poussin

Bergeret travaillait jusqu'ici comme lithographe. Il entame sa carrière de peintre par une première réalisation audacieuse par la grande dimension de son format et son sujet qui n'est pas à proprement parler un événement historique. Toutefois, il ne cherche pas à rompre avec le genre de la peinture d'histoire, en vogue à cette époque et auquel il se plie avec l'héroïsation de Raphaël, et la multiplication dans le tableau de figures historiques connues.
Il prend visiblement comme source d'inspiration pour sa composition un tableau de Nicolas Poussin, La Mort de Germanicus, dont la disposition d'ensemble est similaire.

## Description
Bergeret situe la scène dans une pièce du palais du Vatican baignée d'un demi-obscurité. Le corps de Raphaël en chemise blanche git dans un lit à baldaquin, tandis que le pape Léon X en habit rouge et blanc répand sur lui des fleurs qu'il puise dans le plat que lui présente un domestique.
De nombreux personnages sont présents à droite et à gauche de la chambre ; afin de faciliter la compréhension de l'œuvre, Bergeret l'accompagna son exposition d'un croquis identifiant les différentes personnalités : au pied du lit derrière le pape, le cardinal Bembo tend une couronne en l'honneur de Raphaël, et Giuliano de Medicis tient un grand crucifix. À droite, Baldassare Peruzzi montre du doigt au-dessus de sa tête La Transfiguration, le dernier chef-d’œuvre peint par Raphaël. À gauche, Giorgio Vasari accroupi compose son ode à Raphaël. En arrière-plan devant la zone claire de l'ouverture de la porte entrent Michel-Ange et son élève Sebastiano del Piombo, qui, quoique concurrents de Raphaël, viennent lui rendre hommage.

## Réalité historique

Autoportrait avec un ami
1518, Musée du Louvre

Appelé à Rome par le pape Jules II, Raphaël quitte Florence en 1508, et est chargé de la décoration de plusieurs salles du palais du Vatican sous Jules II puis sous Léon X. Il meurt de la malaria à Rome en 1520 à l’âge de trente-sept ans seulement. Son autoportrait inspira l'exactitude de sa figuration dans le tableau de Bergeret.

## Postérité
En 1822, le tableau fut reproduit et exposé au Salon sous forme de gravure au burin par Louis Pauquet et Alexandre Vincent Sixdeniers, ce qui assura ensuite une large diffusion à cette copie.
En 2014, une réplique est prêtée au Musée des beaux-arts de Lyon dans le cadre de l'exposition L'invention du passé. Histoires de cœur et d'épée en Europe, 1802-1850.